# Stěžery
Stěžery – wieś w Czechach. Znajduje przy drodze powiatowej nr 324 z Hradca Králowégo do Novýego Bydžova.

## Historia
Wykopaliska archeologiczne dowodzą, że obszar wsi był zamieszkany w okresie prehistorycznym.
Pierwsza historyczna wzmianka o Stěžerach pochodzi z 1229 roku. Miejscowość wymieniona została w dokumencie o fundacji klasztoru opatowickiego przez króla Wacława I.
W 1547 roku Stěžery zostały przyłączone do dóbr pardubickich przez ówczesnego ich właściciela Jana z Pernštejna. W 1551 roku wieś została kupiona przez Felixa Pravětický’ego. W 1632 roku, po bitwie na Białej Górze, Stěžery zostały nabyte przez ród Harrachów, w ich rękach wieś pozostała do 1920 roku.
W 1968 roku, w czasie Praskiej wiosny, w Stěžerach stacjonowała grupa polskich żołnierzy.

## Zabytki
- Kościół św. Marka w stylu empire z 1832 roku, zbudowany na miejscu byłego kościoła gotyckiego z 1355 roku. W latach 1981–1982 miał miejsce remont kapitalny, w 1999 roku został naprawiony zegar na wieży kościelnej.
- Figury Marii Panny, św. Jana Nepomucena, św. Wacława i św. Trójcy.
- Budynek byłego pałacu z lat 1802–1803.
- Pomnik ofiar pierwszej wojny światowej zbudowany w 1929 roku.

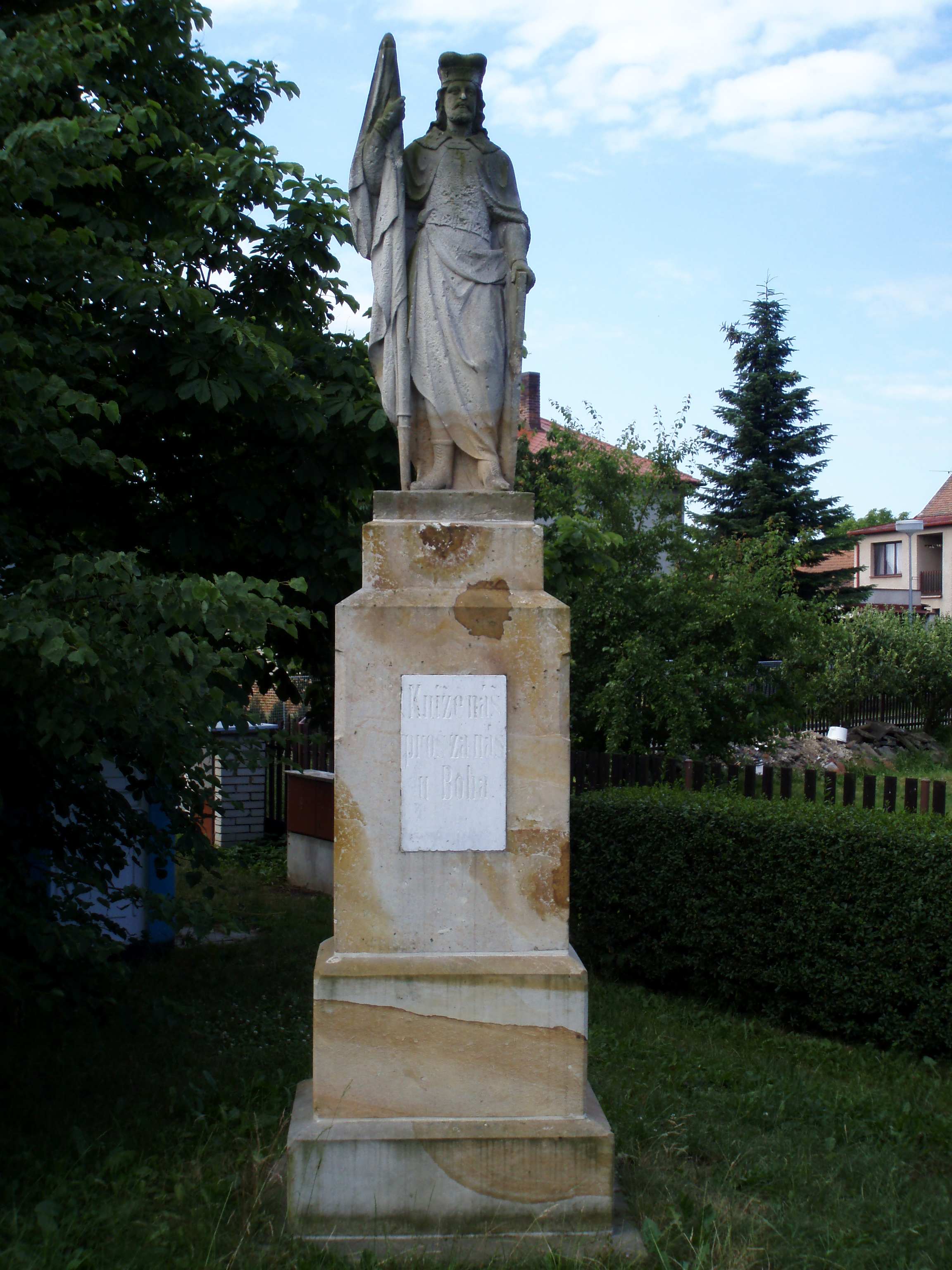
Święty Wacław
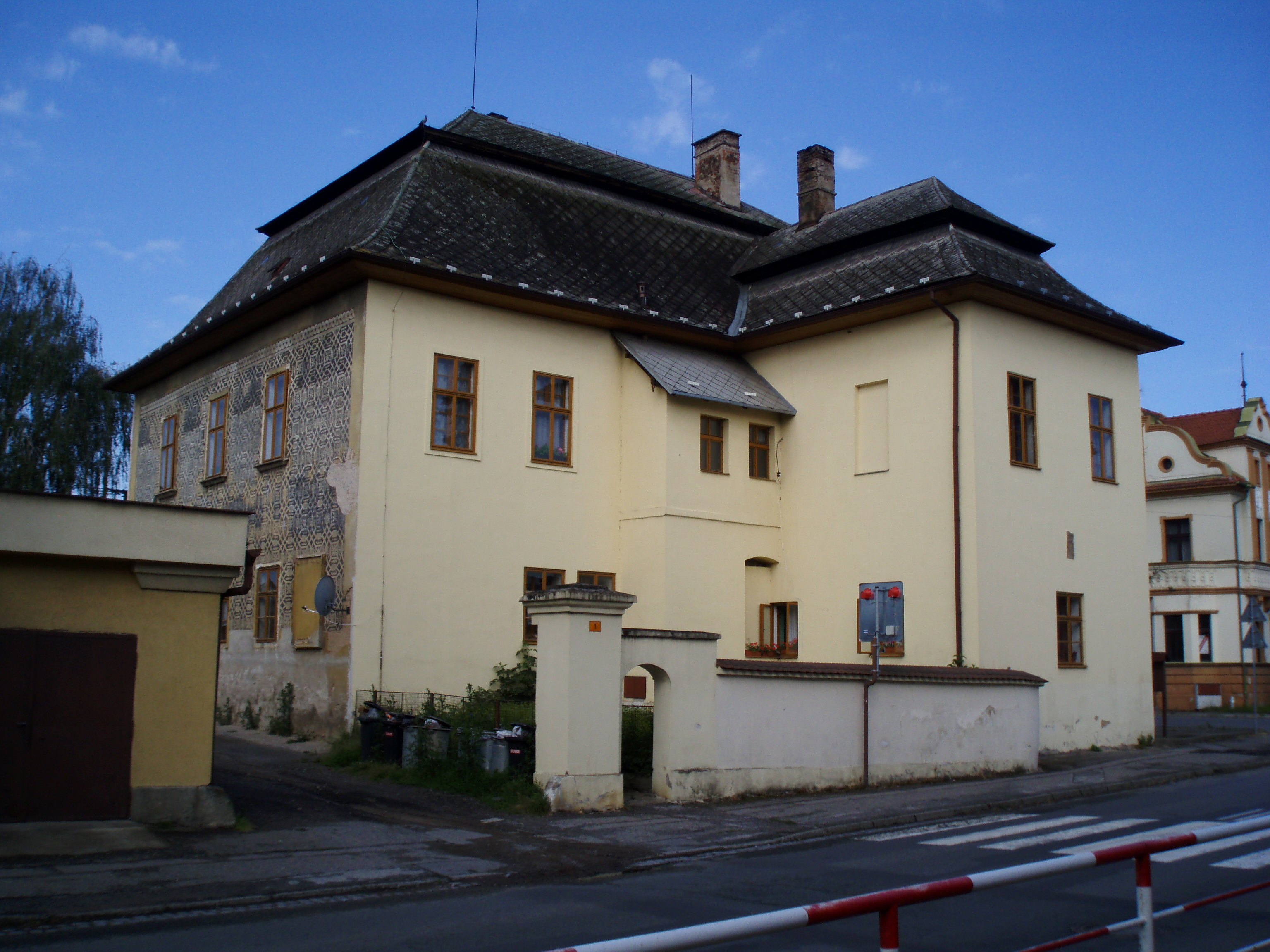
Były zamek
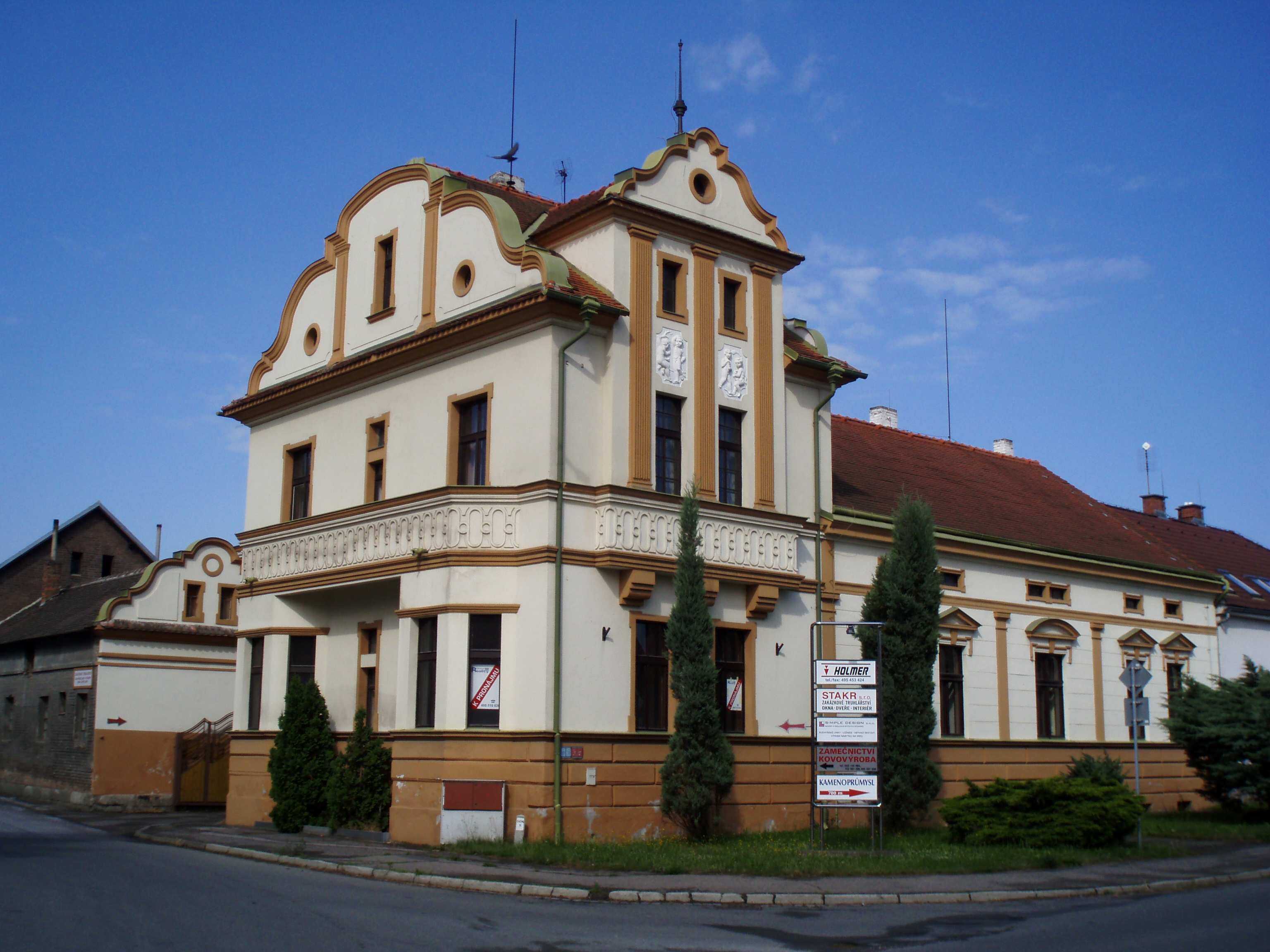
Miejscowa architektura
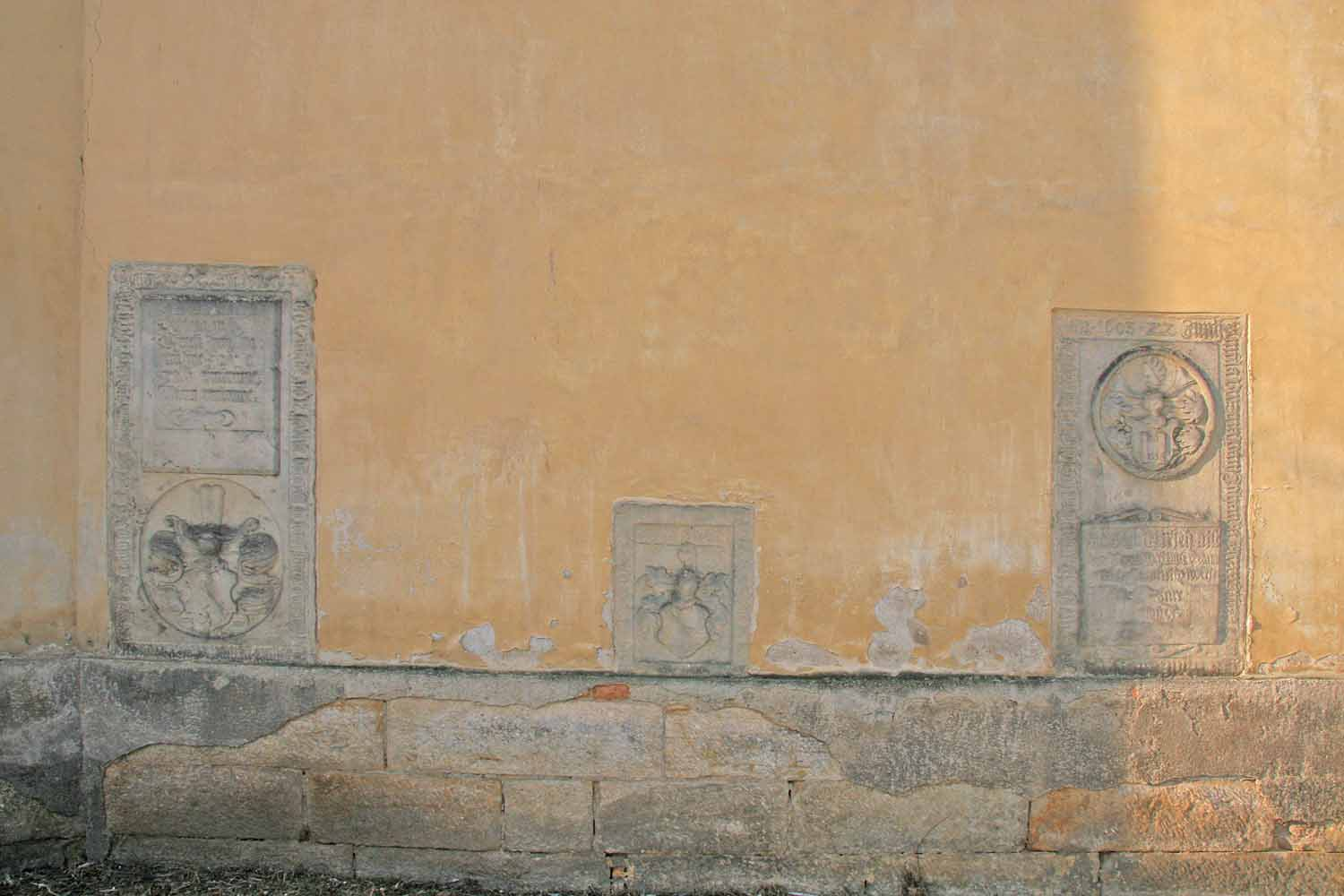
Nagrobki na ścianie kościoła św. Marka